# Associazione Calcio Milan (féminines)
Ne doit pas être confondu avec Associazione Calcio Milan, l'équipe masculine
Maillots
Actualités
La section football féminin  de l'AC Milan est un club féminin de football professionnel italien basé dans la ville de Milan, dans le nord de l'Italie. Le club est fondé le 11 juin 2018 en acquérant la licence de l'ACF Brescia Femminile qui arrête alors le football professionnel. L'équipe première dispute le championnat d'Italie féminin de football.

## Histoire
La ville de Milan a eu plus d'une équipe féminine dans le passé, comme le ACF Milan créé en 1965 ou ACF Milan 82 en 1982 , ou plus récemment encore Milan Football Ladies créé en 2013 , aucun de ces clubs n'a eu de relation avec le Milan AC, qui a mis en place sa section féminine le 11 juin 2018, avec l'acquisition de la licence de l'ACF Brescia Femminile, qui a eu lieu à la suite de la législation introduite par la Fédération italienne de football (FIGC) en 2015 , qui donne l'occasion aux clubs professionnels d'acquérir des clubs amateurs féminins.
Le 22 juin 2018, le club annonce officiellement l'arrivée de l'ancienne footballeuse Carolina Morace pour la supervision technique de l'équipe, elle signe un contrat de deux ans qui la reliera au club jusqu'en 2020 .

## Palmarès
- Championnat d'Italie
  - Vice-champion (1) : 2021

- Coupe d'Italie
  - Finaliste (1) : 2021

## Rivalités
Le Milan AC dispute le derby de Milan, appelé aussi derby de la Madonnina, face à l'Inter.